# 2065
Năm 2065. Trong lịch Gregory, nó sẽ là năm thứ 2065 của Công nguyên hay của Anno Domini; năm thứ 65 của thiên niên kỷ thứ 3 và của thế kỷ 21; và năm thứ sáu của thập niên 2060. Thế giới sẽ thay đổi.

## Sự kiện diễn ra
- SEA GAMES 53[2]